# Léonard Daghelinckx
Gustave Léonard Daghelinckx (10 de abril de 1900 — 3 de março de 1986) foi um ciclista belga. Competiu como representante de seu país nos Jogos Olímpicos de Antuérpia 1920 e Paris 1924.
Em 1920, Daghelinckx participou de duas provas: velocidade individual e tandem, sendo eliminado na série em ambas.
Em 1924, ele conquistou a medalha de bronze na prova de perseguição por equipes de 4 km, junto com Jean Van Den Bosch, Henri Hoevenaers e Fernand Saivé. Na corrida de 50 quilômetros é desconhecida a posição final.